# Nationalpark Huai Nam Dang
Der Nationalpark Huai Nam Dang (Thai: อุทยานแห่งชาติห้วยน้ำดัง) ist ein Nationalpark in Thailand. Er liegt in der Nordregion des Landes.

## Geschichte
Aufgrund des 100-jährigen Jubiläums des Royal Forest Department wurde der Huai Nam Dang am 14. August 1995 zum 81. Nationalpark Thailands ernannt.

## Geographie
Der Nationalpark umfasst ein Gebiet von 1252,12 km², er liegt in den Landkreisen (Amphoe) Mae Taeng, Wiang Haeang, Chiang Dao der Provinz Chiang Mai sowie dem Landkreis Pai der Provinz Mae Hong Son. Im Norden grenzt der Nationalpark an die Grenze von Myanmar.
Der Park besteht unter anderem aus der Chiang Dao Gebirgskette mit dem Doi Chang (1962 Meter) als höchste Erhebung. Der Huai Nam Dang ist Ursprungsort verschiedener Bäche – wie dem Huai Mae Yen Klang, Huai Mae Hi, Huai Mae Ping, Huai Mae Chok Luang und Huai Nam Dang –, die später in die Flüsse Mae Nam Pai, Mae Nam Ping Noi und Mae Nam Dang münden.

## Klima
Die durchschnittliche Jahrestemperatur beträgt 20 °C, wobei es in den Wintermonaten von November bis Februar bis etwa 8 °C abkühlen kann und das Thermometer in den Sommermonaten März und April bis auf 28 °C klettern kann. Die Regenzeit dauert von Mai bis Oktober.

## Flora und Fauna
Der Nationalpark Huai Nam Dang beherbergt Misch-, Laub- und Dipterocarpwälder. Er ist Lebensraum vieler verschiedener Pflanzenarten und beheimatet eine reiche Artenvielfalt an Tieren:

### Pflanzenarten
- Dipterocarpus alatus
- Michelia floribunda
- Hopea odorata
- Teakbaum
- Shorea obtusa
- Pterocarpus macrocarpus
- Australische Rotzeder (Toona ciliata)
- Ailanthus triphysa

### Tierarten
Der Nationalpark beherbergt eine Vielzahl großer und kleiner Wildtiere:
- den stark gefährdeten Indochinesischen Tiger (Panthera tigris corbetti)[2][3]
- der gefährdete Kragenbär, auch asiatische Schwarzbär genannt (Ursus thibetanus)[4][5]
- Sambar
- Fleckenmusang
- Zibetkatze
- Frühlingspapageichen (Loriculus vernalis)

## Sehenswürdigkeiten
Im Huai Nam Dang Nationalpark gibt es verschiedene Wasserfälle und heiße Quellen:
- Der Wasserfall Huai Nam Dang (Thai: น้ำตกห้วยน้ำดัง) ist ein vierstufiger Wasserfall. Das Wasser kommt aus dem gleichnamigen Bach und stürzt etwa 50 Meter in die Tiefe.
- Der Mae-Yen-Wasserfall (น้ำตกแม่เย็น) bekommt sein Wasser aus dem Huai Mae Yen Luang.
- Der Mae-Lat-Wasserfall (น้ำตกแม่ลาด) und der Mae-Hat-Wasserfall (น้ำตกแม่หาด) befinden sich beide in dem Tambon Mueang Haeng und sind von ähnlichen Ausmaßen, beide haben eine Höhe von ungefähr 40–50 Metern
- Die Pong Nam Ron Tha Pai (โป่งน้ำร้อนท่าปาย, Heiße Quelle Tha Pai) – im Südwesten des Parks im Landkreis Pai. Die Temperatur der Quelle beträgt ungefähr 80 °C.
- Die Pong Nam Ron Pong Dueat (โป่งน้ำร้อนโป่งเดือด, Heiße Quelle Pong Dueat) – im Süd-Südosten des Parks im Landkreis Mae Taeng. Die Temperatur dieser Quelle beträgt ungefähr 90–99 °C.